# شهرستان کلیبورن (میسیسیپی)
|  |  |  |
|  |  |  |

شهرستان کالیبورن در جنوب‌غربی ایالت میسیسیپی، واقع در ایالات متحده آمریکا می‌باشد. جمعیت این شهرستان ۹٬۶۰۴ نفر (سال ۲۰۱۰) و وسعت آن ۱٬۲۹۹ کیلومتر مربع است. مرکز این شهرستان شهر پورت گیبسن می‌باشد.